# Анкер Ведель-Ярлсберг, Педер
Педер Анкер, граф Ведель-Ярлсберг (родился 18 августа 1875 г., умер 13 октября 1954 г.) - норвежский придворный, военный офицер и владелец поместья. Он служил лордом-камергером короля Норвегии Хокона VII с 1931 по 1945 год и был одним из ближайших доверенных лиц короля более тридцати лет. В 1946 году он сменил своего брата на посту главы дома Ведель-Ярлсбергов и феодального графа (Ленсгреве), высшего ранга датско-норвежской знати и эквивалентного герцогу в других странах.

## Биография
Он получил звание офицера в 1897 году и стал адъютантом короля в 1913 году. Он был назначен королевским камергером в 1925 году и вторым маршалом суда в 1927 году. Он стал первым маршалом суда и лордом Чемберленом в 1931 году. Во время Второй мировой войны он покинул страну с королевской семьей и сопровождал наследную принцессу Марту в Соединенные Штаты Америки. В 1945 году он был награжден Большим крестом ордена Святого Олава, высшей наградой Норвегии.
С рождения он носил титул барона Ведель-Ярлсберга. Он сменил своего брата Карла Педера Богуслава Германа Веделя Ярлсберга на посту феодального графа (графа), главы дома Ведель-Ярлсбергов и владельца поместья (исторически феодального владения) Ярлсберг в 1946 году; феодальный граф был высшим званием датской и норвежской знати, эквивалентным герцогу в других странах, и Ведель-Ярлсберг был единственным норвежцем, носившим это звание.